# 2017 no ciclismo
Cronologia do ciclismo
2016 no ciclismo - 2017 no ciclismo - 2018 no ciclismo
A recompilação do ano 2017 no ciclismo.

## Por mês

### Janeiro
- : o francês Robert Marchand estabelece o recorde da hora em ciclismo em pista na categoria (criada para ele) a melhor de à 105 anos.

### Março
- 20 a 26 de março: 97.º Volta à Catalunha

### Abril
- 3 de abril a 8 de abril: 57.º edição da Volta ao País basco
- 11 de abril: Nacer Bouhanni consegue a 77.º edição da Paris-Camembert.

### Maio
- 5 a 28 de maio: 100.º edição do Giro d'Italia

### Junho
- 22 de junho: Pierre Latour fez-se campeão da França do contrarrelógio ante Yoann Paillot e Anthony Roux respectivamente 2.º e 3.º. Nas mulheres é Audrey Cordon-Ragot a Campeã da France da contrarrelógio.
- 23 de junho: Gianni Moscon consegue o contrarrelógio das Campeonato da Itália. Nas mulheres é Elisa Longo Borghini que consegue a prova da contrarrelógio.
- 24 de junho: O título feminino de Campeã da França está conseguido por Charlotte Bravard que termina ante Amélie Rivat e Marjolaine Bazin.
- 25 de junho:
  - Arnaud Démare é Campeão da França terminando ante Nacer Bouhanni segundo e Jérémy Leveau que completa o pódio ao terceiro lugar.
  - Fabio Aru é campeão da Itália pela primeira vez da sua carreira, Diego Ulissi (segundo) e Rinaldo Nocentini (terceiro) completem o pódio. O título feminino é conseguido por Elisa Longo Borghini que realiza a dobradinha após o seu título na Crono.
- 30 de junho a 9 de julho: 28.º Giro d'Italia feminino

### Julho
- 1 a 23 de julho: 104.º edição do Tour de France
- 9 de julho: A neerlandesa Anna van der Breggen consegue a Giro d'Italia feminino ante a italiana Elisa Longo Borghini (2.ª)  e sua compatriota Annemiek van Vleuten (3.ª). Ao nível das demais classificações Annemiek van Vleuten que consegue as classificações por pontos e da montanha enquanto a classificação de melhor jovem é ganha pela dinamarquesa Cecilie Uttrup Ludwig.
- 20 e 22 de julho: 4.º edição da La course by Le Tour de France conseguida pela Neerlandesa Annemiek van Vleuten

### Agosto
- 19 de agosto a 10 de setembro: 72.ª edição da Volta

### Setembro
- 10 de setembro: A belga Jolien De Hoore adjudica-se a 3.º edição de Madri Challenge by La Vuelta.

### Outubro
- 8 de outubro: 111.ª edição de Paris-Tours ganha pelo italiano Matteo Trentin

## Grandes voltas

### Giro d'Italia
- Vencedor :  Tom Dumoulin
- 2.º :  Nairo Quintana
- 3.º :  Vincenzo Nibali
- [[Imagem:|20px|class=noviewer|]] Classificação por pontos :  Fernando Gaviria
- Melhor escalador :  Mikel Landa
- Melhor jovem :  Bob Jungels
- Melhor equipa :  Movistar Team

### Tour de France
- Vencedor:  Christopher Froome
- 2.º:  Rigoberto Urán
- 3.º:  Romain Bardet
- Classificação por pontos :  Michael Matthews
- Melhor escalador :  Warren Barguil
- Melhor jovem :  Simon Yates
- Melhor equipa:  Team Sky
- Super-combativo:  Warren Barguil

### Volta a Espanha
- Vencedor:  Christopher Froome
- 2.º:  Vincenzo Nibali
- 3.º:  Ilnur Zakarin
- Classificação por pontos:  Christopher Froome
- Melhor escalador:  Davide Villela
- Classificação da combinada:  Christopher Froome
- Melhor equipa:  Astana Pro Team

## Principais clássicos

### Monumentos
- Milão-Sanremo :  Michal Kwiatkowski (Team Sky)
- Volta à Flandres :  Philippe Gilbert (Quick-Step Floors)
- Paris-Roubaix :  Greg van Avermaet (BMC Racing)
- Liège-Bastogne-Liège :  Alejandro Valverde (Movistar)
- Giro de Lombardia :  Vincenzo Nibali (Bahrain-Merida)

### Clássicos WorldTour maiores
- E3 Harelbeke :  Greg van Avermaet (BMC Racing)
- Gante-Wevelgem :  Greg van Avermaet (BMC Racing)
- Amstel Gold Raça :  Philippe Gilbert (Quick-Step Floors)
- Flecha Wallonne :  Alejandro Valverde (Movistar)
- Clássica donostiarra :  Michal Kwiatkowski (Team Sky)
- EuroEyes Cyclassics :  Elia Viviani (Team Sky)
- Bretaña Classic :  Elia Viviani (Team Sky)
- Grande Prêmio Ciclista de Quebec :  Peter Sagan (Bora-Hansgrohe)
- grande Prêmio Ciclista de Montreal :  Diego Ulissi (UAE Abu Dhabi)

### Novas clássicas WorldTour
- Cadel Evans Great Ocean Race :  Nikias Arndt (Sunweb-Giant)
- Omloop Het Nieuwsblad :  Greg Van Avermaet (BMC Racing)
- Strade Bianche :  Michal Kwiatkowski (Team Sky)
- Dwars door Vlaanderen :  Yves Lampaert (Quick-Step Floors)
- GP de Frankfurt :  Alexander Kristoff (Katusha-Alpecin)
- RideLondon-Surrey Classic :  Alexander Kristoff (Katusha-Alpecin)

## Principais carreiras por etapas
- Tour Down Under :  Richie Porte (BMC Racing)
- Tour de Abou Dhabi :  Rui Costa (UAE Abu Dhabi)
- Paris-Nice : Sergio Luis Henao (Team Sky)
- Tirreno-Adriático : Nairo Quintana (Movistar)
- Volta à Catalunha :  Alejandro Valverde (Movistar)
- Volta ao País basco :  Alejandro Valverde (Movistar)
- Volta à Romandia :  Richie Porte (BMC Racing)
- Volta à Califórnia :  George Bennett (Lotto NL-Jumbo)
- Critérium do Dauphiné :  Jakob Fuglsang (Astana Pro Team)
- Volta à Suíça :  Simon Spilak (Katusha-Alpecin)
- Volta à Polónia :  Dylan Teuns (BMC Racing)
- / BinckBank Tour :  Tom Dumoulin (Sunweb-Giant)
- Volta da Turquia :  Diego Ulissi (UAE Abu Dhabi)

## Campeonatos

### Campeonato Mundial

#### Campeonato Mundial de ciclocross

##### Homens
| Provas           | Ouro              | Prata                | Bronze         |
| ---------------- | ----------------- | -------------------- | -------------- |
| Elites           | Wout van Aert     | Mathieu van der Poel | Kevin Pauwels  |
| Menos de 23 anos | Joris Nieuwenhuis | Felipe Orts          | Sieben Wouters |
| Juniores         | Thomas Pidcock    | Daniel Tulett        | Ben Turner     |

##### Mulheres
| Provas           | Ouro            | Prata        | Bronze        |
| ---------------- | --------------- | ------------ | ------------- |
| Elites           | Sanne Cant      | Marianne Vos | Katerina Nash |
| Menos de 23 anos | Annemarie Worst | Ellen Nobre  | Evie Richards |

#### Campeonato Mundial em pista

##### Homens
| Provas | Ouro | Ouro           | Prata                                                                                                 | Prata          | Bronze                                                                                 | Bronze            |
| --- | --- | -------------- | --- | -------------- | -------------------------------------------------------------------------------------- | ----------------- |
| Quilómetro contrarrelógioresultados detalhados                                                                       | François Pervis                                                                                         | 1 min 0 s 714  | Quentin Lafargue Tomáš Bábek                                                                          | 1 min 1 s 048  |                                                                                        |                   |
| Keirinresultados detalhados                                                                                          | Azizulhasni Awang                                                                                       |                | Fabián Porte                                                                                          | + 0 s 382      | Tomáš Bábek                                                                            | + 0 s 417         |
| Velocidaderesultados detalhados                                                                                      | Denis Dmitriev                                                                                          |                | Harrie Lavreysen                                                                                      |                | Ethan Mitchell                                                                         |                   |
| Velocidade por equipasCampeonato Mundial de Ciclismo em Pista de 2017#Velocidade por equipas resultadas detalhados   | Ethan MitchellSam WebsterEdward Dawkins Nova Zelândia                                                   | 44 s 049       | Jeffrey HooglandHarrie LavreysenMatthijs BüchliTheo Bos (q) Nils van 't Hoenderdaal (q) Países Baixos | 44 s 382       | Benjamin ÉdelinSébastien VigierQuentin LafargueFrançois Pervis (q) França              | 43 s 536 n 1      |
| Perseguição individualresultados detalhados                                                                          | Jordan Kerby                                                                                            | 4 min 17 s 068 | Filippo Ganna                                                                                         | 4 min 21 s 299 | Kelland O'Brien                                                                        | 4 min 16 s 909n 1 |
| Perseguição por equipasCampeonato Mundial de Ciclismo em Pista de 2017#Perseguição por equipas resultadas detalhados | Sam WelsfordCameron MeyerAlexander PorterNicholas YallourisKelland O'Brien (q)Rohan Wight (q) Austrália | 3 min 51 s 503 | Regan GoughPieter BullingDylan KennettNick Kergozou Nova Zelândia                                     | 3 min 53 s 979 | Simone ConsonniLiam BertazzoFilippo GannaFrancesco LamonMichele Scartezzini (q) Itália | 3 min 56 s 935n 1 |
| Carreira aos pontosresultados detalhados                                                                             | Cameron Meyer                                                                                           | 76 pts         | Kenny De Ketele                                                                                       | 40 pts         | Wojtek Pszczolarski                                                                    | 40 pts            |
| Estadounidenseresultados detalhados                                                                                  | Morgan KneiskyBenjamin Thomas França                                                                    | 45 pts         | Cameron MeyerCallum Scotson Austrália                                                                 | 41 pts         | Moreno De PauwKenny De Ketele Bélgica                                                  | 32 pts            |
| Scratchresultados detalhados                                                                                         | Adrian Teklińesqui                                                                                      |                | Lucas Liss                                                                                            |                | Christopher Latham                                                                     |                   |
| Omniumresultados detalhados                                                                                          | Benjamin Thomas                                                                                         | 149 pts        | Aarón Gate                                                                                            | 147 pts        | Albert Torres                                                                          | 138 pts           |

##### Mulheres
| Provas                                         | Ouro                                                                  | Ouro           | Prata                                                            | Prata          | Bronze                                                                                      | Bronze            |
| ---------------------------------------------- | --------------------------------------------------------------------- | -------------- | ---------------------------------------------------------------- | -------------- | ------------------------------------------------------------------------------------------- | ----------------- |
| 500 metros contrarrelógioresultados detalhados | Daria Shmeleva                                                        | 33 s 282       | Miriam Welte                                                     | 33 s 382       | Anastasiia Voinova                                                                          | 33 s 454          |
| Keirinresultados detalhados                    | Kristina Vogel                                                        |                | Martha Bayona                                                    |                | Nicky Degrendele                                                                            |                   |
| Velocidaderesultados detalhados                | Kristina Vogel                                                        |                | Stephanie Morton                                                 |                | Lee Wai-sze                                                                                 |                   |
| Velocidade por equipasresultados detalhados    | Daria ShmelevaAnastasiia Voinova Rússia                               | 32 s 520       | Kaarle McCullochStephanie Morton Austrália                       | 32 s 649       | Miriam WelteKristina Vogel Alemanha                                                         | 32 s 609n 1       |
| Perseguiçãoresultados detalhados               | Chloe Dygert                                                          | 3 min 24 s 641 | Ashlee Ankudinoff                                                | 3 min 31 s 784 | Kelly Catlin                                                                                | 3 min 30 s 365    |
| Perseguição por equipasresultados detalhados   | Kelly CatlinChloe DygertKimberly GeistJennifer Valente Estados Unidos | 4 min 19 s 413 | Amy CureAshlee AnkudinoffAlexandra ManlyRebecca Wiasak Austrália | 4 min 19 s 830 | Racquel SheathRushlee BuchananKirstie JamesJaime NielsenMichaela Drummond (q) Nova Zelândia | 4 min 21 s 778n 1 |
| Carreira aos pontosresultados detalhados       | Elinor Barker                                                         | 59 pts         | Sarah Hammer                                                     | 51 pts         | Kirsten Wild                                                                                | 35 pts            |
| Estadounidenseresultados detalhados            | Lotte KopeckyJolien De Hoore Bélgica                                  | 44 pts         | Elinor BarkerEmily Nelson Reino Unido                            | 34 pts         | Amy CureAlexandra Manly Austrália                                                           | 25 pts            |
| Scratchresultados detalhados                   | Rachele Barbieri                                                      |                | Elinor Barker                                                    |                | Jolien De Hoore                                                                             |                   |
| Omniumresultados detalhados                    | Katie Archibald                                                       | 123 pts        | Kirsten Wild                                                     | 115 pts        | Amy Cure                                                                                    | 115 pts           |

### Principais aposentados
- Jurgen Van  Den Broeck
- Tom Boonen
- Thomas Voeckler
- Arnold Jeannesson
- Alberto Contador

## Principais óbitos
- Michele Scarponi, em 22 de abril
- Albert Bouvet, em